# Независимость
Незави́симость, госуда́рственная незави́симость — политическая самостоятельность, суверенитет, отсутствие подчинённости и зависимости нации, народа или государства.

## Определения
Слово независимость имеет различные определения в различных сферах жизнедеятельности человечества.
В международном праве независимость государства тождественна актам признания его другими государствами, необязательно имеющими с ним дипломатические отношения.
С политической точки зрения, термином «независимость» некоторые обозначают различные принципы и институты конституционного права. Для государства во внешних отношениях — это субъектность международного права, обязательная часть суверенитета, во внутренних отношениях — разделение властей. Для человека — правовой статус личности, статус судей.
В истории известны случаи получения государственной независимости в результате борьбы зарождающихся наций за свою независимость, например, Война за независимость США (1775—1783). Известны случаи образования нескольких самостоятельных государств из одного, частями которого они являлись (Австро-Венгрия, Османская и Российская империи, республики Югославии, Чехословакии, СССР). Вместе с тем известны и случаи постепенного обретения независимости, как в случае независимости Канады от Великобритании. Также есть страны, чья независимость не имеет даты провозглашения, поскольку они сформировались на территориях, никогда не контролировавшихся другим государством (Япония, Швеция, Эфиопия).
Объявление независимости может сопровождаться принятием декларации о независимости.
Самостоятельность следует характеризовать следующими основными признаками: способностью самостоятельно определять цели, задачи и методы их достижения; способностью решать вопросы и проблемы за собственный счёт; свободой выбора того или иного поведения.